# Борисова, Дана Александровна
Да́на Алекса́ндровна Бори́сова (род. 13 июня 1976, Мозырь, Гомельская область, Белорусская ССР, СССР) — российская телеведущая, журналистка и киноактриса.

## Биография
Родилась 13 июня 1976 года в городе Мозыре. Вскоре её семья переехала в Норильск.

### Телевидение
- Учась в школе, несколько лет работала диктором в Норильской ГТРК, вела молодёжную передачу[2].
- С 1993 года, выиграв конкурс, стала ведущей передачи «Армейский магазин»[3]. В 1997 году в первый раз уходила из программы, но вскоре вернулась, а в 2005 году покинула её окончательно[4][5]. В 2020 году призналась, что во время работы в этой программе были домогательства со стороны автора и ведущего программы Александра Ильина. Позже это перешло в романтические отношения, и в результате телеведущая забеременела от него. Так как телеведущий не хотел этого ребёнка, то Дана Борисова сделала аборт[6].
- С августа 2003 года по июнь 2004 года была одной из ведущих дневного ток-шоу Ларисы Кривцовой «Город женщин» на «Первом канале»[7][8][9]. В последние месяцы работы на «Первом канале» была одной из соведущих музыкального хит-парада «Золотой граммофон», постоянным ведущим которого тогда был Андрей Малахов[10][11].
- С января 2005 года по апрель 2006 года — ведущая программы «Принцип домино» (НТВ)[10][12].
- С сентября 2006 года по июнь 2010 года — ведущая программы «Сегодня утром» (НТВ)[13][14][15][16].
- 2008 год — «Звёздный лёд» (Россия).
- С 2010 года по 2012 год работала в утреннем эфире телеканала «НТВ» в должности светского репортёра[17].
- В 2011 году принимала участие в паре с певцом Виталием Козловским во втором сезоне украинского музыкального телешоу «Зiрка+зiрка» («Звезда+звезда») на телеканале «1+1».
- С февраля 2012 года по январь 2013 года — ведущая «Делового утра» и «Рынков» на телеканале «РБК»[18][19].
- Весной 2013 года была участницей спортивного телешоу «Вышка»[20].
- В 2014 году — ведущая шоу «Машина» на телеканале «Перец», сменила на этом месте Анну Семенович[21].
- В 2015 году — ведущая психологического ток-шоу «Ты нам подходишь» на телеканале «Домашний»[22].
- С июля 2020 года по март 2022 года вела программу «Star Парад» на ФАН-ТВ[23].

### Интернет
- С ноября 2019 года по апрель 2020 года совместно с Сергеем Никифоровым вела авторскую программу «Без марафета» на Youtube[24].

### Образование
Не окончила факультет журналистики МГУ: после академического отпуска перевелась на вечернее отделение и бросила учёбу на втором курсе.

### Кино
- 2006 — дебют в кино. Дана Борисова снялась в эпизодической роли в фильме «Медвежья охота»[25].

### Плейбой
- 1996 — первой из российских телеведущих снялась для журнала «Плейбой» (журнал вышел в феврале 1997 года), что стало поводом для служебного расследования, которое проводило Минобороны России по указанию тогдашнего министра И. Н. Родионова[26].

### Последний герой
- 2003 — участница программ «Последний герой 3: Остаться в живых»[27].
- 2004 — участница программы «Последний герой 5. Суперигра»[28].

### Книги
- 2020 — «Жизнь под кайфом».

### Семья
- Отец — Александр Александрович Борисов — работал в милиции.
- Мать — Екатерина Ивановна Борисова — работала медсестрой.
- Сестра (род. в 1979) — Ксения — стюардесса, замужем.
- Бывший фактический муж — бизнесмен Максим Аксёнов.
- Дочь — Полина (род. 27 августа 2007).

22 июня 2015 года вышла замуж за бизнесмена Андрея Трощенко. Спустя 8 месяцев совместной жизни супруги расстались.

### Борьба с наркозависимостью
В апреле 2017 года появилась информация о наличии у Даны Борисовой алкогольной и наркотической зависимости. По инициативе Андрея Малахова она прошла полугодичный курс реабилитации в клинике в Таиланде.

### Единоборства
- В апреле 2022 года дебютировала в лиге «Наше дело», где провела трёхраундовый бой по правилам профессионального бокса против блогера Екатерины Диденко. Одержала победу единогласным решением судей[33].
- В декабре 2022 состязалась в спортивном шоу CarJitsu, участники которого демонстрируют технику бразильского джиу-джитсу для самообороны от нападения в автомобиле. Во втором сезоне уступила Елене Берковой, после чего продолжила тренировки и в четвёртом сезоне (январь 2023) победила удушающим приёмом Фариду Ширинову.

### Телешоу
- В 2024 году приняла участие в шоу «Звёзды в джунглях» на телеканале «ТНТ».
- В 2025 году приняла участие в шоу «Сокровища императора» на «ТНТ».

## Санкции в связи с вторжением на территорию Украины
В 2022 году поддержала вторжение России на Украину.
7 января 2023 года внесена в санкционные списки Украины «за посещение оккупированных территорий после начала вторжения, участие в пропагандистских концертах, публичную поддержку войны и режима Путина».
3 февраля 2023 года внесена в санкционный список Канады как причастная к распространению российской дезинформации и пропаганды.